# (1004) Belopolskya
(1004) Belopolskya est un astéroïde de la ceinture principale découvert le 5 septembre 1923 par l'astronome russe Sergueï Beljawsky.

Sa désignation provisoire était 1923 OS. Son nom lui a été donné en l'honneur d'Aristarkh Belopolski (1854–1934), astronome russe.